# Neoplesia analis
Neoplesia analis är en tvåvingeart som först beskrevs av Macquart 1850.  Neoplesia analis ingår i släktet Neoplesia och familjen blomflugor. Inga underarter finns listade i Catalogue of Life.